# Список населених пунктів Сибірського федерального округу, пов'язаних з Україною

## Склад округу

Мапа Сибірського федерального округу

1. Республіка Алтай
2. Алтайський край
3. Іркутська область
4. Кемеровська область
5. Красноярський край
6. Новосибірська область
7. Омська область
8. Томська область
9. Республіка Тива
10. Республіка Хакасія

## Новосибірська область
- Решоти — значне українське поселення, заселене переважно вихідцями з центральної Київщини
- Красногірка (Красногорка) — заселене, зокрема, переселенцями з Волині

## Омська область
- Одеське — центр Одеського району
- Буняковка, Одеський район
- Ганновка, Одеський район
- Павлоградка — центр Павлоградського району
- Богодухівське, Павлоградський район
- Полтавка — центр Полтавського району
- Тавричеське — центр Тавричеського району (Таврическое)
- Чернігівка (Тавричеський район)
- Москаленки — центр Москаленського району
- Новокиївка, Любинський район (Новокиевка)
- Новомосковка, Омський район (Новомосковка)
- Українка, Ісількульський район
- Чернігівка, Кормиловський район (Черниговка)
- Шевченко, Москаленський район
- Ярославка, Тюкалінський район.
- селище Катеринославка, Шербакульский район (Екатеринославка)

## Іркутська область
Братський район
- Куватка
- Добчур
- Полтава
- Тарнополь